# Barkham
Barkham – wieś w Anglii, w hrabstwie ceremonialnym Berkshire, w dystrykcie (unitary authority) Wokingham. Leży 9 km na południowy wschód od centrum miasta Reading i 54 km na zachód od centrum Londynu. W 2001 miejscowość liczyła 3511 mieszkańców.